# 6000

6000(육천)은 5999보다 크고 6001보다 작은 자연수다.

## 수학적 특징
- 합성수로, 그 약수는 총 40개다.[a]
  - 6000의 진약수의 합은 13344이므로, 6000은 과잉수다.

## 6000 이상 7000 미만의 주요 자연수
- 6000번대에는 모두 117개의 소수가 있다. 그중에서 소피 제르맹 소수는 18개이고, 수소는 65개다.

### 6001~6099
- 6002 = 2×3001
  - 서로 다른 두 소수(31, 71)의 제곱합으로 나타낼 수 있는 63번째 반소수.
- 6006: 연속하는 두 자연수(77, 78)의 곱, 연속하는 육각수(66, 91)의 곱.
- 6007: 784번째 소수.
- 6011: 785번째 소수.
- 6018: 33번째 케이크 수.
- 6028: 42번째 중심있는 칠각수.
- 6029: 786번째 소수.
- 6031: 37번째 십일각수.
- 6037: 787번째 소수, 138번째 슈퍼 소수.
- 6043: 788번째 소수.
- 6047: 789번째 소수, 84번째 안전 소수(↔ 3023).
- 6049: 64번째 중심있는 삼각수.
- 6053: 790번째 소수, 133번째 소피 제르맹 소수(↔ 12,107).
- 6067: 791번째 소수.
- 6069: 42번째 구각수.
- 6073: 792번째 소수.
- 6075: 45번째 아킬레스 수.
- 6076: 31번째 십오각수, 28번째 십팔각수.
- 6079: 793번째 소수.
- 6083: 연속하는 두 홀수 77, 79의 곱.
- 6084 = 22×32×132 = 782
  - 12 이하의 모든 자연수의 세제곱합. ({\displaystyle 1^{3}+2^{3}+3^{3}+\ldots +12^{3}=6084})
- 6089: 794번째 소수.
- 6091: 795번째 소수.

### 6100~6199
- 6101: 796번째 소수, 134번째 소피 제르맹 소수(↔ 12,203).
- 6105: 110번째 삼각수.
- 6112: 64번째 오각수.
- 6113: 797번째 소수, 139번째 슈퍼 소수, 135번째 소피 제르맹 소수(↔ 12,227).
- 6119: 연속하는 두 자연수 14, 15의 세제곱합.
- 6120: 30번째 십육각수.
- 6121: 798번째 소수.
- 6125: 46번째 아킬레스 수.
- 6126: 50번째 중심있는 오각수.
- 6131: 799번째 소수, 136번째 소피 제르맹 소수(↔ 12,263).
- 6133: 800번째 소수.
- 6136 = 23×13×59
- 6143: 801번째 소수.
- 6151: 802번째 소수.
- 6161: 56번째 중심있는 사각수.
- 6162: 연속하는 두 자연수 78, 79의 곱.
- 6163: 803번째 소수.
- 6173: 804번째 소수, 137번째 소피 제르맹 소수(↔ 12,347).
- 6174: 4자리 수의 ‘카프리카의 불변수’.

- 6175: 50번째 칠각수.
- 6181: 21번째 팔면체수.
- 6197: 805번째 소수.
- 6199: 806번째 소수.

### 6200~6299
- 6201: 26번째 사각뿔수.
- 6203: 807번째 소수.
- 6205: 평년 17년의 날짜.
- 6211: 808번째 소수, 46번째 중심있는 육각수.
- 6212: 연속하는 두 개의 중심있는 삼각수(46, 64)의 제곱합.
- 6216: 111번째 삼각수.
- 6217: 809번째 소수, 140번째 슈퍼 소수.
- 6221: 810번째 소수.
- 6229: 811번째 소수, 141번째 슈퍼 소수.
- 6240 = 25×3×5×13
  - 연속하는 두 팔각수(65, 96)의 곱, 연속하는 두 짝수(78, 80)의 곱.
- 6241 = 792, 65번째 중심있는 삼각수.
- 6245 = 5×1249
  - 서로 다른 두 소수(2, 79)의 제곱합으로 나타낼 수 있는 64번째 반소수.
- 6247: 812번째 소수.
- 6250 = 2×55 = {\displaystyle {\frac {5}{8}}\times 10^{4}}
- 6256: 46번째 팔각수.
  - 10부터 13까지 연속하는 네 자연수의 세제곱합.
- 6257: 813번째 소수.
- 6263: 814번째 소수, 138번째 소피 제르맹 소수(↔ 12,527).
- 6269: 815번째 소수, 139번째 소피 제르맹 소수(↔ 12,539).
- 6271: 816번째 소수.
- 6272: 47번째 아킬레스 수.
- 6277: 817번째 소수.
- 6280: 40번째 십각수.
- 6287: 818번째 소수.
- 6290: 11번째 섹시 소수쌍(53, 59)의 제곱합.
- 6299: 819번째 소수.

### 6300~6399
- 6301: 820번째 소수.
- 6305: 65번째 오각수.
- 6311: 821번째 소수, 142번째 슈퍼 소수.
- 6317: 822번째 소수.
- 6320: 연속하는 두 자연수(79, 80)의 곱.
- 6322: 43번째 중심있는 칠각수.
- 6323: 823번째 소수, 143번째 슈퍼 소수, 140번째 소피 제르맹 소수(↔ 12,647).
- 6328: 112번째 삼각수.
- 6329: 824번째 소수, 141번째 소피 제르맹 소수(↔ 12,659).
- 6336: 36번째 십이각수, 회문숫자.
- 6337: 825번째 소수.
- 6338 = 2×3169
  - 서로 다른 두 소수(43, 67)의 제곱합으로 나타낼 수 있는 65번째 반소수.
- 6343: 826번째 소수.
- 6345: 27번째 이십각수.
- 6348: 23번째 오각뿔수.
- 6353: 827번째 소수, 144번째 슈퍼 소수.
- 6359: 828번째 소수.
- 6360 = 23×3×5×53
- 6361: 829번째 소수, 145번째 슈퍼 소수.
- 6362 = 2×3181
  - 서로 다른 두 소수(11, 79)의 제곱합으로 나타낼 수 있는 66번째 반소수.
- 6364: 43번째 구각수.
- 6365: 38번째 십일각수.
- 6367: 830번째 소수.
- 6373: 831번째 소수.
- 6376: 51번째 중심있는 오각수.
- 6379: 832번째 소수.
- 6384: 14번째 이십면체수.
- 6385: 57번째 중심있는 사각수.
- 6389: 833번째 소수.
- 6391: 21번째 육각뿔수.
- 6397: 834번째 소수.
- 6399: 연속하는 두 홀수 79, 81의 곱.

### 6400~6499
- 6400 = 28×52 = 802
- 6408: 41 이하의 모든 소수의 제곱합.[b]
- 6421: 835번째 소수.
- 6426: 51번째 칠각수.
- 6427: 836번째 소수.
- 6435: 11번째 홀수 과잉수(진약수의 합: 6669), 14와 서로소인 가장 작은 과잉수.
- 6436: 66번째 중심있는 삼각수.
- 6440: 연속하는 두 오각수(70, 92)의 곱.
- 6441: 113번째 삼각수.
- 6449: 837번째 소수, 142번째 소피 제르맹 소수(↔ 12,899).
- 6451: 838번째 소수.
- 6469: 839번째 소수, 146번째 슈퍼 소수.
- 6473: 840번째 소수.
- 6480: 32번째 십오각수, 연속하는 두 자연수(80, 81)의 곱.
- 6481: 841번째 소수.
- 6487: 47번째 중심있는 육각수.
- 6490: 22번째 삼십각수.
- 6491: 842번째 소수, 143번째 소피 제르맹 소수(↔ 12,983).
- 6497: 피타고라스 삼조의 빗변의 길이.[c][d]
  - 연속하는 두 자연수(7, 8)의 네제곱합.

### 6500~6599
- 6501: 66번째 오각수.
- 6521: 843번째 소수, 144번째 소피 제르맹 소수(↔ 13,043).
- 6525: 29번째 십팔각수.
- 6529: 844번째 소수, 30번째 프로트 소수({\displaystyle 6529=51\times 2^{7}+1}).
- 6533: 47번째 팔각수.
- 6541: 31번째 십육각수.
- 6545: 33번째 사면체수.
- 6547: 845번째 소수.
- 6551: 846번째 소수, 145번째 소피 제르맹 소수(↔ 13,103).
- 6553: 847번째 소수.
- 6555: 114번째 삼각수.
- 6557: 연속하는 두 소수(79, 83)의 곱.
- 6560: 연속하는 두 짝수(80, 82)의 곱.
- 6561 = 38 = 94 = 812
- 6563: 848번째 소수, 146번째 소피 제르맹 소수(↔ 13,127).
- 6569: 849번째 소수.
- 6570: 평년 18년의 날짜.
- 6571: 850번째 소수.
- 6577: 851번째 소수.
- 6580: 34번째 케이크 수.
- 6581: 852번째 소수, 147번째 소피 제르맹 소수(↔ 13,163).
- 6599: 853번째 소수, 147번째 슈퍼 소수, 85번째 안전 소수(↔ 3299).

### 6600~6699
- 6601: 41번째 십각수, 6번째 카마이클 수.
- 6602 = 2×3301
  - 서로 다른 두 소수(19, 79)의 제곱합으로 나타낼 수 있는 67번째 반소수.
- 6607: 854번째 소수.
- 6613: 58번째 중심있는 사각수.
- 6615: 12번째 홀수 과잉수(진약수의 합: 7065).
- 6619: 855번째 소수.
- 6623: 44번째 중심있는 칠각수.
- 6624 = 25×32×23 = 69×96
  - {\displaystyle ab\times ba}의 꼴로 나타낼 수 있는 수열의 69번째, 96번째 수. (OEIS의 수열 A061205)
- 6631: 52번째 중심있는 오각수.
- 6634: 67번째 중심있는 삼각수.
- 6637: 856번째 소수.
- 6642: 연속하는 두 자연수(81, 82)의 곱.
- 6653: 857번째 소수, 148번째 슈퍼 소수.
- 6659: 858번째 소수, 86번째 안전 소수(↔ 3329).
- 6661: 859번째 소수, 149번째 슈퍼 소수.
- 6666: 44번째 구각수, 회문숫자.
- 6667 = 59×113 {\displaystyle \approx {\frac {2}{3}}\times 10^{4}}
- 6670: 115번째 삼각수.
- 6673: 860번째 소수.
- 6679: 861번째 소수.
- 6680 = 23×5×167
- 6682: 52번째 칠각수.
- 6689: 862번째 소수.
- 6691: 863번째 소수, 150번째 슈퍼 소수.
- 6697: 37번째 십이각수.

### 6700~6799
- 6700: 67번째 오각수.
- 6701: 864번째 소수.
- 6703: 865번째 소수.
- 6708: 39번째 십일각수.
- 6709: 866번째 소수.
- 6719: 867번째 소수, 87번째 안전 소수(↔ 3359).
- 6720: 4부터 8까지 연속하는 자연수 5개의 곱, 연속하는 팔각수 1, 8, 21, 40의 곱.
- 6722 = 2×3361
  - 서로 다른 두 소수(41, 71)의 제곱합으로 나타낼 수 있는 68번째 반소수.
- 6723: 연속하는 두 홀수 81, 83의 곱.
- 6724 = 22×412 = 822
- 6728: 48번째 아킬레스 수.
- 6733: 868번째 소수.
- 6737: 869번째 소수.
- 6761: 870번째 소수, 148번째 소피 제르맹 소수(↔ 13,523).
- 6763: 871번째 소수.
- 6765: 20번째 피보나치 수.
- 6769: 48번째 중심있는 육각수.
- 6779: 872번째 소수, 88번째 안전 소수(↔ 3389).
- 6781: 873번째 소수.
- 6783: 연속하는 세 홀수(17, 19, 21)의 곱.
- 6786: 116번째 삼각수.
- 6791: 874번째 소수.
- 6793: 875번째 소수.

### 6800~6899
- 6803: 876번째 소수.
- 6806: 연속하는 두 자연수 82, 83의 곱.
- 6816: 48번째 팔각수.
- 6823: 877번째 소수, 151번째 슈퍼 소수.
- 6825: 13번째 홀수 과잉수(진약수의 합: 7063).
- 6827: 878번째 소수, 89번째 안전 소수(↔ 3413).
- 6829: 879번째 소수.
- 6832: 28번째 이십각수.
- 6833: 880번째 소수.
- 6835: 68번째 중심있는 삼각수.
- 6840: 연속하는 세 자연수 18, 19, 20의 곱.
- 6841: 881번째 소수, 152번째 슈퍼 소수.
- 6845: 59번째 중심있는 사각수.
- 6857: 882번째 소수.
- 6859 = 193
- 6860: 20번째 칠각뿔수.
- 6863: 883번째 소수, 153번째 슈퍼 소수.
- 6869: 884번째 소수.
- 6871: 885번째 소수.
- 6883: 886번째 소수.
- 6888: 연속하는 두 짝수 82, 84의 곱.
- 6889 = 832
- 6891: 53번째 중심있는 오각수.
- 6893 = 61×113
  - 서로 다른 두 소수(2, 83)의 제곱합으로 나타낼 수 있는 69번째 반소수.
- 6896 = 24×431
- 6897: 33번째 십오각수.
- 6898 = 2×3449
  - 서로 다른 두 소수(3, 83)의 제곱합으로 나타낼 수 있는 70번째 반소수.
- 6899: 887번째 소수.
  - 154번째 슈퍼 소수, 149번째 소피 제르맹 소수(↔ 13,799), 90번째 안전 소수(↔ 3449).

### 6900~6999
- 6902: 68번째 오각수.
- 6903: 117번째 삼각수.
- 6907: 888번째 소수.
- 6911: 889번째 소수.
- 6912: 49번째 아킬레스 수.
- 6914 = 2×3457
  - 서로 다른 두 소수(5, 83)의 제곱합으로 나타낼 수 있는 71번째 반소수.
- 6917: 890번째 소수.
- 6930: 42번째 십각수, 27번째 사각뿔수.
- 6931: 45번째 중심있는 칠각수.
- 6935: 평년 19년의 날짜.
- 6938 = 2×3469
  - 서로 다른 두 소수(7, 83)의 제곱합으로 나타낼 수 있는 72번째 반소수.
- 6943: 52번째 칠각수.
- 6947: 891번째 소수.
- 6949: 892번째 소수.
- 6959: 893번째 소수.
- 6961: 894번째 소수.
- 6967: 895번째 소수.
- 6971: 896번째 소수.
- 6972: 연속하는 두 자연수(83, 84)의 곱.
- 6975: 45번째 구각수.
- 6976: 32번째 십육각수.
- 6977: 897번째 소수.
- 6983: 898번째 소수.
  - 150번째 소피 제르맹 소수(↔ 13,967), 91번째 안전 소수(↔ 3491).
- 6985 = 5×11×127
- 6990: 30번째 십팔각수.
- 6991: 899번째 소수.
- 6997: 900번째 소수.